# Test de Renne
Le test de Renne est un signe clinique orthopédique. Il est recherché en cas de douleur du genou, notamment en cas de suspicion de syndrome de la bandelette ilio-tibiale (alias syndrome de l'essuie-glace). Ce test est décrit par James W Renne, médecin militaire, en 1975 alors qu'il étudie ce syndrome dans l'entrainement sportif des marines américains. La valeur diagnostique du test est incertaine.

## Manoeuvre
Le test consiste à mettre le patient en appui monopodal sur la jambe douloureuse et à lui faire effectuer des mouvements en flexion et extension. Il est positif s'il déclenche une douleur vers 30 ou 40° de flexion. Le test peut être sensibilisé par la palpation et la compression de l'examinateur sur la face latérale du condyle externe examiné. La compression peut majorer la douleur. La palpation de crépitements ou d'un ressaut sera majorée par la compression.